# Nikolaos Papadopoulos
Nikolaos Papadopoulos (in greco Νικόλαος Παπαδόπουλος?; Atene, 11 aprile 1990) è un calciatore greco, portiere dell'Asteras Tripolīs.